# Wetzlasmühle
Die Einöde Wetzlasmühle (früher: Schwarzmühle) ist ein Ortsteil der in Mittelfranken gelegenen Gemeinde Alfeld.

## Geografie
Die Einöde befindet sich etwa einen halben Kilometer nordöstlich des Ortszentrum von Alfeld.

## Geschichte
Durch die zu Beginn des 19. Jahrhunderts im Königreich Bayern durchgeführten Verwaltungsreformen wurde der Ort mit dem zweiten Gemeindeedikt zu einem Bestandteil der eigenständigen Landgemeinde Alfeld, zu der auch noch das Dorf Kursberg und der Weiler Kauerheim, sowie die Einöden Haubmühle, Kirchthalmühle, Otzenberg, Rosenmühle und Ziegelhütte gehörten. Anders als diese Ortschaften ist Wetzlasmühle heute kein amtlich benannter Gemeindeteil mehr. Im Jahr 1964 zählte Wetzlasmühle acht Einwohner.

## Verkehr
Ein wenig südöstlich von Wetzlasmühle führt die Staatsstraße 2236 vorbei, an die der Ort über eine Gemeindestraße angebunden ist.